# Venezolaans voetbalelftal in 2015
Het Venezolaans voetbalelftal speelde dertien officiële interlands in het jaar 2015, waaronder drie duels tijdens de strijd om de Copa América. La Vinotinto stond onder leiding van oud-international Noel Sanvicente. In december kwam een deel van de Venezolaanse voetbalselectie in opstand. Vijftien internationals, onder wie de toenmalig topschutter van NEC Nijmegen Christian Santos en Roberto Rosales (ex-FC Twente), drongen in een open brief aan op een schoonmaak bij de nationale bond. Ze eisten onder meer het vertrek van bondsvoorzitter Laureano González. Als de leiding niet zou verdwijnen, dan weigerden de internationals nog in actie te komen voor hun vaderland. De actie volgde op een teleurstellende start van de kwalificatiecampagne voor het WK voetbal 2018 in Rusland. Na vier wedstrijden was het land nog puntloos. Op de in 1993 geïntroduceerde FIFA-wereldranglijst steeg Venezuela in 2015 van de 87ste (januari 2015) naar de 83ste plaats (december 2015).

## Balans
| Wedstrijden | Wedstrijden | Wedstrijden | Wedstrijden | Doelpunten | Doelpunten | Doelpunten | Punten |
| Gespeeld    | Winst       | Gelijk      | Verlies     | Voor       | Tegen      | Saldo      | Punten |
| ----------- | ----------- | ----------- | ----------- | ---------- | ---------- | ---------- | ------ |
| 13          | 4           | 1           | 8           | 13         | 23         | –10        | 0.692  |

## Interlands
|                                                       |                                    |       |                                                            |                                                                                          |
| 4 februari Vriendschappelijk № 349 «onderlinge duels» | Honduras                           | 2 – 3 | Venezuela                                                  | Estadio Olímpico, San Pedro Sula Toeschouwers: 40.000 Scheidsrechter: Joel Aguilar (SLV) |
| 4 februari Vriendschappelijk № 349 «onderlinge duels» | Anthony Lozano 80' Juan Montes 90' |       | 21' Richard Blanco 50' Arquímedes Figuera 76' Edder Farías | Estadio Olímpico, San Pedro Sula Toeschouwers: 40.000 Scheidsrechter: Joel Aguilar (SLV) |

|                                                        |                                      |       |                    |                                                                                    |
| 11 februari Vriendschappelijk № 350 «onderlinge duels» | Venezuela                            | 2 – 1 | Honduras           | Estadio La Carolina, Barinas Toeschouwers: 25.000 Scheidsrechter: Diego Haro (PER) |
| 11 februari Vriendschappelijk № 350 «onderlinge duels» | Franklin Lucena 17' John Murillo 57' |       | 14' Anthony Lozano | Estadio La Carolina, Barinas Toeschouwers: 25.000 Scheidsrechter: Diego Haro (PER) |

|                                                     |                                      |       |                     |                                                                                            |
| 27 maart Vriendschappelijk № 351 «onderlinge duels» | Jamaica                              | 2 – 1 | Venezuela           | Catherine Hall Stadium, Montego Bay Toeschouwers: 2.000 Scheidsrechter: Kimbell Ward (SKN) |
| 27 maart Vriendschappelijk № 351 «onderlinge duels» | Giles Barnes 15' Darren Mattocks 58' |       | 13' Gabriel Cichero | Catherine Hall Stadium, Montego Bay Toeschouwers: 2.000 Scheidsrechter: Kimbell Ward (SKN) |

|                                                     |      |                    |           |                                                                                             |
| 31 maart Vriendschappelijk № 352 «onderlinge duels» | Peru | 0 – 1              | Venezuela | Lockhart Stadium, Fort Lauderdale Toeschouwers: 10.000 Scheidsrechter: Armando Castro (HON) |
| 31 maart Vriendschappelijk № 352 «onderlinge duels» |      | 60' Josef Martínez |           | Lockhart Stadium, Fort Lauderdale Toeschouwers: 10.000 Scheidsrechter: Armando Castro (HON) |

| Copa América 2015 |
| ----------------- |

|                                                                 |          |                    |           |                                                                                       |
| 14 juni Copa América Groep C № 353 «onderlinge duels» 16:00 uur | Colombia | 0 – 1              | Venezuela | Estadio El Teniente, Rancagua Toeschouwers: 12.387 Scheidsrechter: Andrés Cunha (URU) |
| 14 juni Copa América Groep C № 353 «onderlinge duels» 16:00 uur |          | 60' Salomón Rondón |           | Estadio El Teniente, Rancagua Toeschouwers: 12.387 Scheidsrechter: Andrés Cunha (URU) |

|                                                                 |                     |       |           |                                                                                                   |
| 18 juni Copa América Groep C № 354 «onderlinge duels» 20:30 uur | Peru                | 1 – 0 | Venezuela | Estadio Elías Figueroa Brander, Valparaíso Toeschouwers: 15.542 Scheidsrechter: Raúl Orosco (BOL) |
| 18 juni Copa América Groep C № 354 «onderlinge duels» 20:30 uur | Claudio Pizarro 72' |       |           | Estadio Elías Figueroa Brander, Valparaíso Toeschouwers: 15.542 Scheidsrechter: Raúl Orosco (BOL) |

|                                                                 |                                     |       |           | |
| 21 juni Copa América Groep C № 355 «onderlinge duels» 18:30 uur | Brazilië                            | 2 – 1 | Venezuela | Estadio Monumental David Arellano, Santiago Toeschouwers: 33.284 Scheidsrechter: Enrique Cáceres (PAR) |
| 21 juni Copa América Groep C № 355 «onderlinge duels» 18:30 uur | Thiago Silva 9' Roberto Firmino 52' |       | 84' Miku  | Estadio Monumental David Arellano, Santiago Toeschouwers: 33.284 Scheidsrechter: Enrique Cáceres (PAR) |

|  |  |  |  |  |  |  |  |  |

|                                                        |           |                                                               |          |                                                                                          |
| 4 september Vriendschappelijk № 356 «onderlinge duels» | Venezuela | 0 – 3                                                         | Honduras | Estadio Cachamay, Ciudad Guayana Toeschouwers: 2.000 Scheidsrechter: José Buitrago (COL) |
| 4 september Vriendschappelijk № 356 «onderlinge duels» |           | 55' Erick Andino 73' Román Castillo 85' (pen.) Román Castillo |          | Estadio Cachamay, Ciudad Guayana Toeschouwers: 2.000 Scheidsrechter: José Buitrago (COL) |

|                                                        |                      |       |                      |                                                                                        |
| 8 september Vriendschappelijk № 357 «onderlinge duels» | Venezuela            | 1 – 1 | Panama               | Estadio Cachamay, Ciudad Guayana Toeschouwers: 9.239 Scheidsrechter: Juan Pontón (COL) |
| 8 september Vriendschappelijk № 357 «onderlinge duels» | Salomón Rondón 90+3' |       | 2' Rolando Blackburn | Estadio Cachamay, Ciudad Guayana Toeschouwers: 9.239 Scheidsrechter: Juan Pontón (COL) |

|                                                         |           |                     |          |                                                                                               |
| 8 oktober Kwalificatie WK 2018 № 358 «onderlinge duels» | Venezuela | 0 – 1               | Paraguay | Estadio Cachamay, Ciudad Guayana Toeschouwers: 36.000 Scheidsrechter: Hernando Buitrago (COL) |
| 8 oktober Kwalificatie WK 2018 № 358 «onderlinge duels» |           | 85' Derlis González |          | Estadio Cachamay, Ciudad Guayana Toeschouwers: 36.000 Scheidsrechter: Hernando Buitrago (COL) |

|                                                                    |                                             |       |                      |                                                                                      |
| 13 oktober Kwalificatie WK 2018 № 359 «onderlinge duels» 22:00 uur | Brazilië                                    | 3 – 1 | Venezuela            | Estádio Castelão, Fortaleza Toeschouwers: 33.284 Scheidsrechter: Darío Ubriaco (URU) |
| 13 oktober Kwalificatie WK 2018 № 359 «onderlinge duels» 22:00 uur | Willian 1' Willian 42' Ricardo Oliveira 74' |       | 64' Christian Santos | Estádio Castelão, Fortaleza Toeschouwers: 33.284 Scheidsrechter: Darío Ubriaco (URU) |

|                                                                     |                                                                                       |       |                                     |                                                                                           |
| 12 november Kwalificatie WK 2018 № 360 «onderlinge duels» 16:00 uur | Bolivia                                                                               | 4 – 2 | Venezuela                           | Estadio Hernando Siles, La Paz Toeschouwers: 19.000 Scheidsrechter: Víctor Carrillo (PER) |
| 12 november Kwalificatie WK 2018 № 360 «onderlinge duels» 16:00 uur | Rodrigo Ramallo 19' Juan Caros Arce 23' (pen.) Rodrigo Ramallo 45+1' Ruby Cardozo 49' |       | 32' Mario Rondón 55' Richard Blanco | Estadio Hernando Siles, La Paz Toeschouwers: 19.000 Scheidsrechter: Víctor Carrillo (PER) |

|                                                                     |                    |       |                                                             |                                                                                          |
| 17 november Kwalificatie WK 2018 № 361 «onderlinge duels» 16:30 uur | Venezuela          | 1 – 3 | Ecuador                                                     | Estadio Cachamay, Ciudad Guayana Toeschouwers: 36.000 Scheidsrechter: Guery Vargas (BOL) |
| 17 november Kwalificatie WK 2018 № 361 «onderlinge duels» 16:30 uur | Josef Martínez 84' |       | 15' Fidel Martínez 23' Jefferson Montero 60' Felipe Caicedo | Estadio Cachamay, Ciudad Guayana Toeschouwers: 36.000 Scheidsrechter: Guery Vargas (BOL) |

## FIFA-wereldranglijst
| JAN | FEB | MAR | APR | MEI | JUN | JUL | AUG | SEP | OKT | NOV | DEC |
| --- | --- | --- | --- | --- | --- | --- | --- | --- | --- | --- | --- |
| 87  | 79  | 72  | 69  | 69  | 72  | 45  | 48  | 50  | 69  | 83  | 83  |

## Statistieken
| Alain Baroja          | 1989-10-23 | AEK Athene             | 12 | 0 | 0 | 12 | 0 |
| Dani Hernández        | 1985-10-21 | CD Tenerife            | 1  | 0 | 0 |    |   |
| Verdediging           |            |                        |    |   |   |    |   |
| Roberto Rosales       | 1988-11-20 | Málaga CF              | 10 | 0 | 0 |    |   |
| Oswaldo Vizcarrondo   | 1984-05-31 | FC Nantes              | 10 | 0 | 0 |    |   |
| Gabriel Cichero       | 1984-04-25 | FC Sion                | 9  | 2 | 1 |    |   |
| Andrés Túñez          | 1987-03-15 | Buriram United         | 6  | 0 | 0 | 16 | 0 |
| Fernando Amorebieta   | 1985-03-29 | Fulham FC              | 5  | 0 | 0 |    |   |
| Alexander González    | 1992-09-13 | SD Huesca              | 2  | 4 | 0 |    |   |
| Francisco Carabalí    | 1991-02-24 | Caracas FC             | 2  | 2 | 0 |    |   |
| Juan Fuenmayor        | 1979-09-05 | Deportivo Anzoátegui   | 2  | 0 | 0 |    |   |
| Andrés Sánchez        | 1987-12-12 | Caracas FC             | 2  | 0 | 0 |    |   |
| José Manuel Velázquez | 1990-09-08 | FC Arouca              | 1  | 1 | 0 |    |   |
| Wilker Ángel          | 1993-03-18 | Deportivo Táchira      | 1  | 0 | 0 | 2  | 0 |
| Jefre Vargas          | 1995-01-12 | Caracas FC             | 1  | 0 | 0 |    |   |
| Middenveld            |            |                        |    |   |   |    |   |
| Tomás Rincón          | 1988-01-13 | Genoa CFC              | 11 | 0 | 0 |    |   |
| Luis Manuel Seijas    | 1986-06-23 | Independiente Santa Fe | 9  | 0 | 0 |    |   |
| Alejandro Guerra      | 1985-07-09 | Atlético Nacional      | 7  | 2 | 0 |    |   |
| Franklin Lucena       | 1981-02-20 | Once Caldas            | 6  | 2 | 1 |    |   |
| Ronald Vargas         | 1986-12-02 | AEK Athene             | 5  | 2 | 0 |    |   |
| Juan Arango           | 1980-05-17 | Club Tijuana           | 4  | 3 | 0 |    |   |
| Arquímedes Figuera    | 1989-01-06 | Deportivo La Guaira    | 3  | 1 | 1 |    |   |
| César González        | 1982-10-01 | Deportivo Táchira      | 2  | 4 | 0 |    |   |
| Rómulo Otero          | 1992-11-09 | CD Huachipato          | 2  | 0 | 1 |    |   |
| Argenis Gómez         | 1987-11-23 | Mineros de Guayana     | 2  | 0 | 0 |    |   |
| Jesús Lugo            | 1991-09-14 | Aragua FC              | 2  | 0 | 0 |    |   |
| Rafael Acosta         | 1989-02-13 | Mineros de Guayana     | 1  | 3 | 0 |    |   |
| Luis Vargas           | 1988-01-08 | Zamora FC              | 0  | 2 | 0 |    |   |
| Luis Andrés González  | 1993-06-27 | Deportivo Petare       | 0  | 1 | 0 |    |   |
| Franco Signorelli     | 1991-01-01 | Ternana Calcio         | 0  | 1 | 0 |    |   |
| Aanval                |            |                        |    |   |   |    |   |
| Salomón Rondón        | 1989-09-16 | West Bromwich Albion   | 10 | 0 | 2 |    |   |
| Christian Santos      | 1988-03-24 | NEC Nijmegen           | 4  | 0 | 1 |    |   |
| Richard Blanco        | 1982-01-21 | Mineros de Guayana     | 3  | 1 | 2 |    |   |
| Josef Martínez        | 1993-05-19 | Torino FC              | 2  | 5 | 2 |    |   |
| Mario Rondón          | 1986-03-26 | Shijiazhuang           | 2  | 3 | 1 |    |   |
| Jeffrén Suárez        | 1988-01-20 | KAS Eupen              | 2  | 1 | 0 |    |   |
| Juan Falcón           | 1989-02-24 | Al-Fateh SC            | 1  | 2 | 0 |    |   |
| Edder Farías          | 1988-04-12 | União Madeira          | 1  | 1 | 1 |    |   |
| Nicolás Fedor         | 1985-08-19 | Rayo Vallecano         | 0  | 3 | 1 |    |   |
| Jhon Murillo          | 1995-11-21 | CD Tondela             | 0  | 3 | 0 |    |   |
| Manuel Arteaga        | 1994-06-17 | Hajduk Split           | 0  | 2 | 0 |    |   |
| Aquiles Ocanto        | 1988-11-18 | Carabobo FC            | 0  | 1 | 0 |    |   |

FVF · A-internationals · Selecties · Bondscoaches · Statistieken · Venezolaans vrouwenelftal · Olympisch elftal · Venezuela U21 · Venezuela U20 · Venezuela U19 · Venezuela U18 · Venezuela U17
1938 – 1949 ·
1950 – 1959 ·
1960 – 1969 ·
1970 – 1979 ·
1980 – 1989 ·
1990 – 1999 ·
2000 – 2009 ·
2010 – 2019 ·
2020 – 2029
1938 · 
1939–1945 · 
1946 · 
1947 · 
1948 · 
1949 · 1950 · 
1951 · 
1952 · 1953 · 1954 · 
1955 · 
1956 · 
1957–1964 · 
1965 · 
1966 · 
1967 · 
1968 · 
1969 · 
1970 · 
1971 · 
1972 · 
1973 · 
1974 · 
1975 · 
1976 · 
1977 · 
1978 · 
1979 · 
1980 · 
1981 · 
1982 · 
1983 · 
1984 · 
1985 · 
1986 · 
1987 · 
1988 · 
1989 · 
1990 · 
1991 · 
1992 · 
1993 · 
1994 · 
1995 · 
1996 · 
1997 · 
1998 · 
1999 · 
2000 · 
2001 · 
2002 · 
2003 · 
2004 · 
2005 · 
2006 · 
2007 · 
2008 · 
2009 · 
2010 · 
2011 · 
2012 · 
2013 · 
2014 · 
2015 · 
2016 · 
2017 ·
2018 ·
2019 ·
2020 ·
2021 ·
2022 ·
2023 ·
2024
Angola ·
Argentinië ·
Aruba ·
Australië ·
Bahama's ·
Bermuda ·
Bolivia ·
Brazilië ·
Canada ·
Chili ·
China ·
Colombia ·
Costa Rica ·
Cuba ·
Dominicaanse Republiek ·
Ecuador ·
El Salvador ·
Estland ·
Guatemala ·
Guinee ·
Haïti ·
Honduras ·
IJsland ·
Iran ·
Italië ·
Jamaica ·
Japan ·
Joegoslavië ·
Malta ·
Mexico ·
Moldavië ·
Nederlandse Antillen ·
Nicaragua ·
Nieuw-Zeeland ·
Nigeria ·
Noord-Korea ·
Oezbekistan ·
Oostenrijk ·
Panama ·
Paraguay ·
Peru ·
Puerto Rico ·
Saoedi-Arabië · 
Spanje ·
Syrië ·
Trinidad en Tobago ·
Uruguay ·
Verenigde Arabische Emiraten ·
Verenigde Staten ·
Zuid-Korea ·
Zweden ·
Zwitserland